# Camí del Burgar
El Camí del Burgar és un antic camí situat a Reus (Baix Camp), que creua la partida del Burgar. Comença al Camí de Valls, vora el Mas del Tallapedra Vell, s'encreua amb el camí de la Selva a Salou, travessa la carretera de Sant Ramon i la via del tren a Barcelona i va per la partida de Montoliu. Després s'encreua amb la Riera de la Quadra i la del Pi del Burgar. En aquest punt, i en direcció sud, hi neix el camí Nou o Camí de la Grassa. El nostre camí va al Mas de Gusí i es considera que acaba al Mas del Pere Sanç, però abans d'arribar-hi el desús l'ha fet desaparèixer. Passat el barranc del Pi del Burgar, un ramal puja al Mas del Burgar.